# Baudrecourt (Moselle)

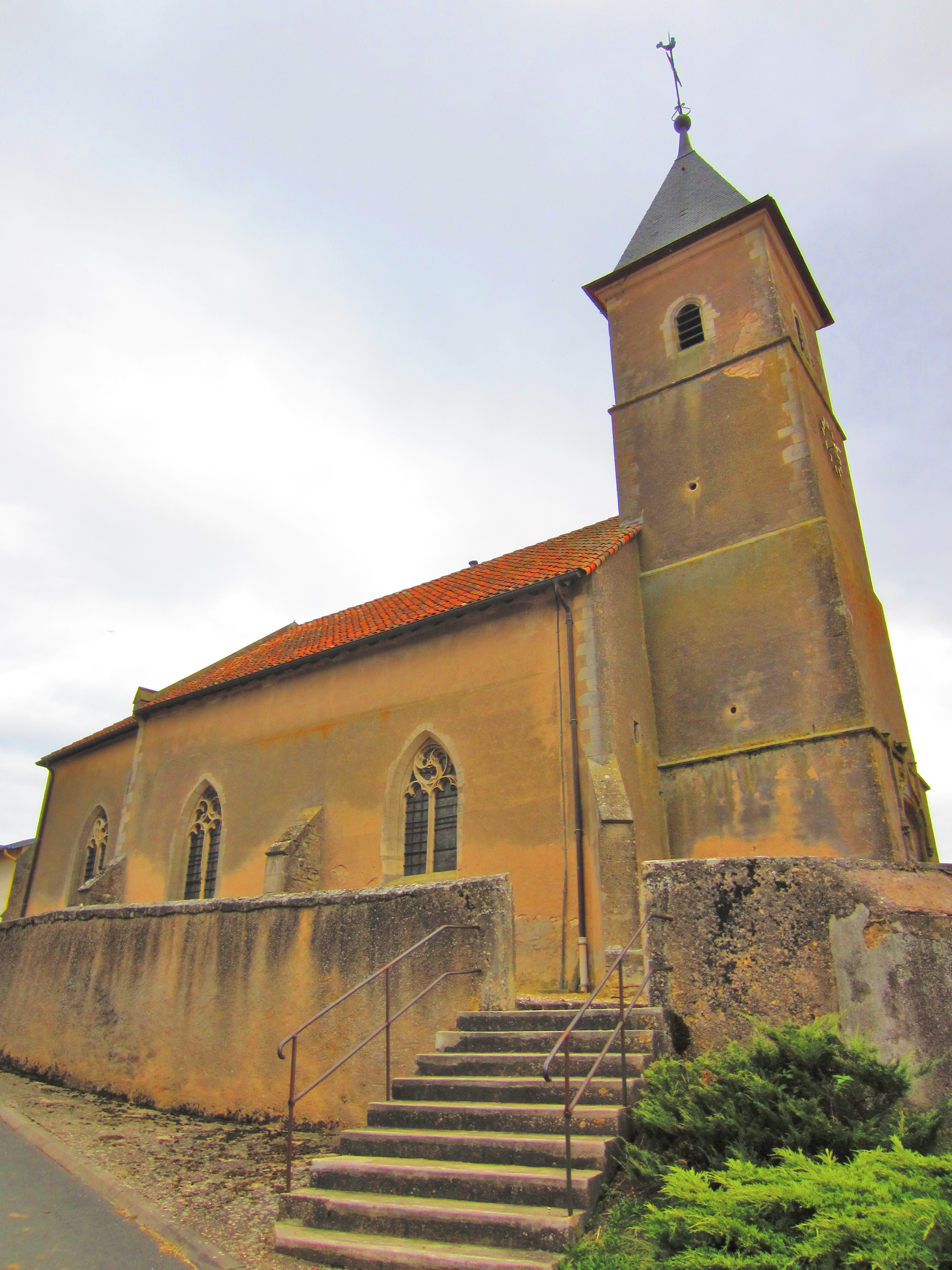
Kirche Saint-Pierre

Baudrecourt [bodʁəkuʁ] ist ein Dorf und eine Gemeinde mit 176 Einwohnern (Stand 1. Januar 2022) im  französischen Département Moselle in der Region Grand Est (bis 2015 Lothringen). Die Gemeinde gehört zum Kommunalverband Communauté de communes du Saulnois.

## Geographie
Baudrecourt liegt in Lothringen im Saulnois (Salzgau), etwa 30 Kilometer südöstlich von Metz an der Nied.

## Geschichte
Baudrecourt gehörte früher zum Bistum Metz und wurde 1192 als Baldrecurt erstmals urkundlich erwähnt. Weitere überlieferte Ortsbezeichnungen sind Bauldrecourt (1500) und Badrecour (1566). Im Mittelalter gehörte die Gemeinde zur Seigneurie von Morville, außerdem besaßen die Abtei Sankt Arnulf und die Cölestiner von Metz Grundbesitz in Baudrecourt. Das Lehen Baudrecourt gehörte dabei zum Marquisat von Pont-à-Mousson.
1793 erhielt Baudrecourt im Zuge der Französischen Revolution (1789–1799) den Status einer Gemeinde und 1801 das Recht auf kommunale Selbstverwaltung. Es gehörte von 1801 bis 1871 zum damaligen Département Meurthe.
Durch den Frankfurter Frieden vom 10. Mai 1871 kam die Region an das deutsche Reichsland Elsaß-Lothringen, und das Dorf wurde dem Kreis Château-Salins im Bezirk Lothringen zugeordnet. Die Dorfbewohner betrieben Getreidebau und Viehzucht. Nach dem Ersten Weltkrieg musste die Region aufgrund der Bestimmungen des Versailler Vertrags 1919 an Frankreich abgetreten werden und wurde Teil des Département Moselle. Im Zweiten Weltkrieg war die Region von der deutschen Wehrmacht besetzt.
Baudrecourt gehörte als französischsprachige Ortschaft zu den 247 letzten Gemeinden, deren Name im Ersten Weltkrieg, am 2. September 1915, eingedeutscht wurde. Der Name lautete „Baldershofen“, der des Bahnhofs „Baldershofen (Lothr.)“

### Demographie
| Jahr      | 1962 | 1968 | 1975 | 1982 | 1990 | 1999 | 2007 | 2019 |
| Einwohner | 114  | 151  | 143  | 157  | 164  | 172  | 178  | 188  |

## Wappen
Das Wappen der Gemeinde erinnert an die Abtei Sankt Arnulf und an den Schutzpatron Simon Petrus. Auf der rechten Hälfte ist es blau mit einem halben goldenen Adler, denn das Wappen der Abtei war blau mit einem goldenen Adler. Die linke Hälfte ist golden mit einem roten Schlüssel, dem Attribut des Simon Petrus.

## Sehenswürdigkeiten
Die Kirche Saint-Pierre, ein kleiner, einschiffiger, spätgotischer Bau mit Westportal,  wurde im 15. Jahrhundert errichtet. Sie wurde schon 1889 als Monument historique (historisches Denkmal) klassifiziert. In der Kirche steht eine steinerne, bemalte Statue der Maria mit dem trinkenden Kinde aus dem 14. Jahrhundert. Sie stand ursprünglich in der Kapelle Notre-Dame de Lorette in Baudrecourt, die 1578 gebaut wurde. Die Statue wurde 1984 als Monument historique eingestuft.

## Eisenbahn

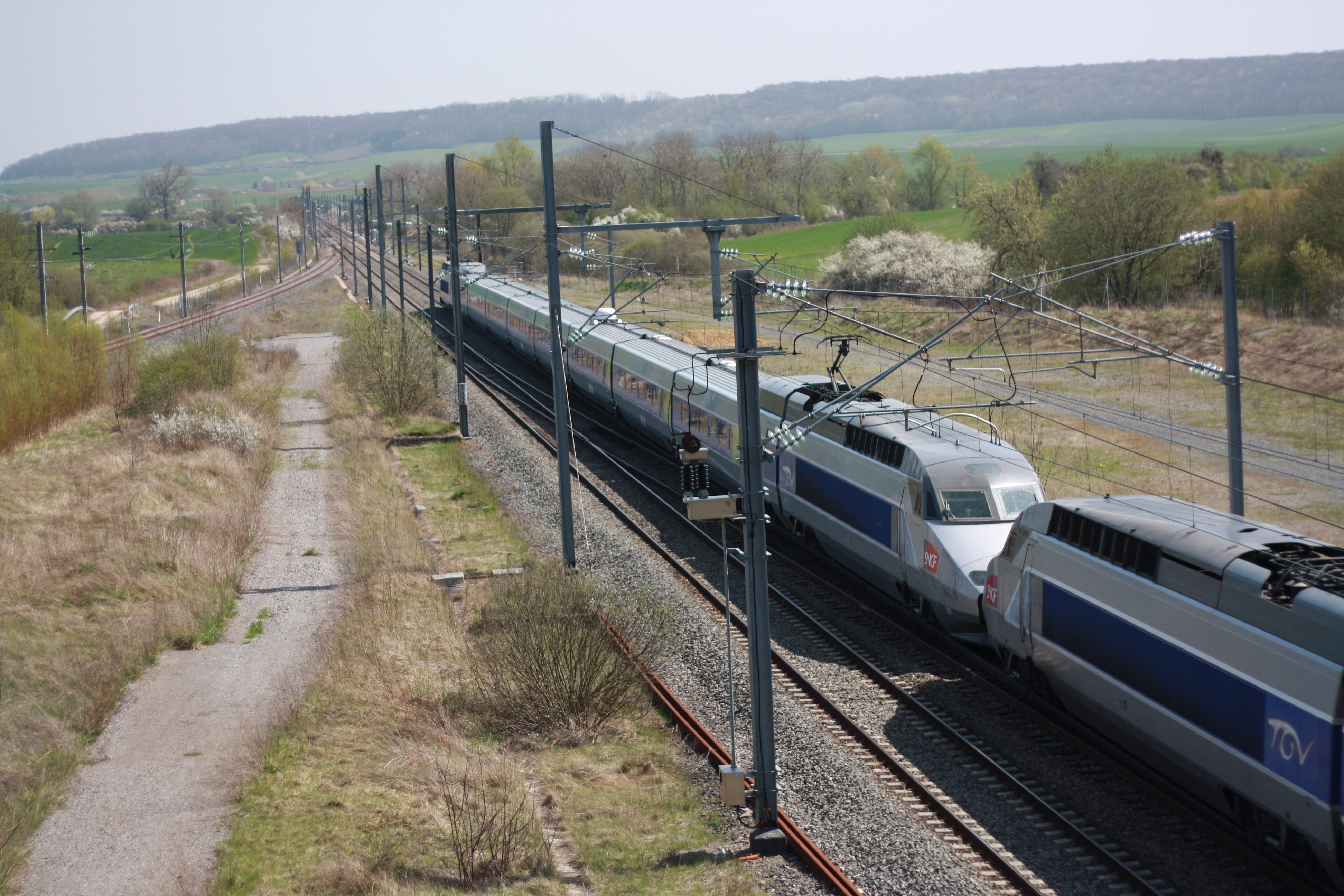
LGV Est européenne bei Baudrecourt

Während des Ersten Weltkriegs war der Übergangsbahnhof Baldershofen der Anfangsbahnhof der militärischen Feldbahnen bei Baldershofen. Der Bahnhof von Baudrecourt war von 2007 bis 2016 vorläufiger Endpunkt der Neubaustrecke LGV Est européenne, auch Paris-Ostfrankreich-Süddeutschland genannt.